# Urszula Janicka-Krzywda
Urszula Janicka-Krzywda (ur. 22 maja 1949 w Zawoi, zm. 25 stycznia 2015 w Krakowie) – polska etnografka, folklorystka i dziennikarka, znawczyni kultury ludowej Karpat.

## Życiorys
Była córką ppłk. WOP Zbigniewa Janickiego i Zofii z d. Jäntschke. Od 1963 do 1967 uczęszczała do liceum w Suchej Beskidzkiej. W 1972 ukończyła studia etnograficzne na Uniwersytecie Jagiellońskim jako magistrantka prof. Mieczysława Gładysza. W następnym roku zatrudniła się w Muzeum Żup Krakowskich Wieliczka w Wieliczce, pracując tam do 1982. Od 1982 do emerytury w 2005 była kierowniczką archiwum naukowego w Muzeum Etnograficznym im. Seweryna Udzieli w Krakowie. Jednocześnie w latach 1989–1992 pracowała jako etnografka w Spółdzielni Rękodzieła Ludowego i Artystycznego Makowianka w Makowie Podhalańskim, gdzie sprawowała kierownictwo artystyczne zespołu „Polana Makowska”. Później związana była z Zespołem Regionalnym Juzyna w Zawoi. W 1997 uzyskała stopień doktora nauk humanistycznych na Wydziale Filologicznym Uniwersytetu Wrocławskiego u prof. Jacka Kolbuszewskiego. W okresie 2008–2010 wykładała euroregionalistykę oraz filologię polską w Państwowej Podhalańskiej Wyższej Szkole Zawodowej w Nowym Targu.
W 2001 otrzymała tytuł kustosza dyplomowanego. W latach 1994–2005 redaktorka naczelna „Rocznika Muzeum Etnograficznego w Krakowie”.
Była członkinią Krajowej Komisji Artystycznej  i Etnograficznej Cepelia, od 1983 Polskiego Towarzystwa Ludoznawczego, ponadto Polskiego Towarzystwa Turystyczno-Krajoznawczego, w 1981 uzyskała uprawnienia przewodnika beskidzkiego.
Organizatorka Międzynarodowych Festiwali Folkloru Ziem Górskich w Zakopanem i wielokrotna członkini, a następnie przewodnicząca jego jury. Wielokrotny członek jury Karpackiego Festiwalu Dziecięcych Zespołów Regionalnych w Rabce-Zdroju. W latach 1991−1996 publikowała w miesięczniku „Hale i Dziedziny”, a w latach 1994-2015 w „Gościu Niedzielnym”. Przez szereg lat współpracowała również z Centralnym Ośrodkiem Turystyki Górskiej PTTK w Krakowie i wydawaną tam „Gazetą Górską” oraz z kwartalnikiem Tatrzańskiego Parku Narodowego pt. "Tatry".
Opublikowała około 1000 artykułów i kilkanaście książek. Podejmowała tematy kultury ludowej, obrzędów, magii, wierzeń, folkloru słownego, zbójnictwa karpackiego, tradycji pasterskich i przejawów religijności ludowej w tradycyjnej kulturze ludowej Górali Babiogórskich, Orawskich, Spiskich, Zagórzańskich i Pienińskich.
Została pochowana na cmentarzu parafialnym w Zawoi.

## Nagrody i wyróżnienia
- Zasłużony Działacz Kultury (1995)[1]
- Złoty Krzyż Zasługi (2001)[1]
- Laur Babiogórski (2000 i 2002)[10]
- Nagroda im. Oskara Kolberga (2013)[1]
- Nagroda Województwa Małopolskiego im. Romana Reinfussa (2013)[1]
- honorowe obywatelstwo Zawoi[1]

## Publikacje (wybrane)
- Atrybut–patron-symbol – Kraków 1982
- Madonny z Podkarpacia – Kraków 1983
- Niespokojne Karpaty, czyli rzecz o zbójnictwie – Warszawa 1986
- Kapliczki i krzyże przydrożne Polskiego Podkarpacia – Warszawa 1991
- Patron–atrybut-symbol – Poznań 1993
- Chrześcijańskie tradycje Podkarpacia – Pruszków 1993
- Szlakami św. Jana z Dukli – Kraków 1997
- Podtatrzańskie legendy  – Kraków 1997
- Legendy Pienin – Kraków 1997
- Opowieści halnego wiatru, Legendy spod Tatr i Beskidów – Kraków 2005
- Kultura ludowa Górali Babiogórskich – Kraków 2016